# Sansevieria sulcata
Sansevieria sulcata là một loài thực vật có hoa trong họ Măng tây. Loài này được Bojer ex Baker miêu tả khoa học đầu tiên năm 1898.